# Љубав и други стимуланси
Љубав и други стимуланси (енгл. Love & Other Drugs) је америчка романтична комедија из 2010. године у режији Едварда Звика. Главне улоге тумаче Џејк Џиленхол и Ен Хатавеј, а говори о трговцу лековима у Питсбургу 1990-их који започиње везу са младом женом која пати од болести која доводи до Паркинсонове болести.
Приказан је 24. новембра 2010. године у САД, односно 17. марта 2011. године у Србији. Зарадио је 103 милиона долара наспрам буџета од 30 милиона долара.

## Радња
Меги, самостална девојка слободног духа, не дозвољава никоме и ничему да је веже за себе. Али, проналази себи равног, Џејмија, чији неодољиви шарм пролази и код девојака а и у свету трговине фармацеутским производима. Меги и Џејмс остварују однос који се, на обострано изненађење, претвара у везу. То се дешава јер су обоје под утицајем најјачег стимуланса, љубави.

## Улоге
| Глумац           | Улога           |
| ---------------- | --------------- |
| Џејк Џиленхол    | Џејми Рандал    |
| Ен Хатавеј       | Меги Мердок     |
| Оливер Плат      | Брус Винстон    |
| Хенк Азарија     | др Стен Најт    |
| Џош Гад          | Џош Рандал      |
| Гејбријел Махт   | Треј Ханиган    |
| Џуди Грир        | Синди           |
| Џорџ Сегал       | др Џејмс Рандал |
| Џил Клејберг     | Ненси Рандал    |
| Ники Делок       | Кристи          |
| Кетрин Виник     | Лиса            |
| Натали Голд      | др Хелен Рандал |
| Мајкл Чернус     | Џери            |
| Мајкл Бафер      | презентер       |
| Бинго О’Мали     | Сем             |
| Џејми Александер | Керол           |